# 黑澤爾代爾 (伊利諾伊州)
黑澤爾代爾（英語：Hazel Dell）是位於美國伊利諾伊州坎伯蘭縣的一個非建制地區。該地的面積和人口皆未知。

## 地理
黑澤爾代爾的座標為39°12′08″N 88°02′28″W / 39.20222°N 88.04111°W，而該地的平均海拔高度為183米（即600英尺）。